# 마리아 지빌라 메리안
마리아 지빌라 메리안(독일어: Maria Sibylla Merian, 1647년 4월 2일 프랑크푸르트암마인 ~ 1717년 1월 13일 암스테르담)은 독일의 생물학자, 삽화가이다.

## 생애

### 어린 시절
프랑크푸르트암마인에서 스위스의 판화가인 마테우스 메리안(Matthäus Merian)의 딸로 태어났다. 그의 아버지인 마테우스는 마리아가 3세 때였던 1650년에 사망했다. 1651년에는 그의 어머니가 네덜란드 출신의 정물화가인 야코프 마렐(Jacob Marrel)과 재혼했다.
의붓아버지인 야코프 마렐의 그림에 흥미를 느꼈던 마리아는 13세 때부터 자신이 채집한 벌레와 식물을 소재로 한 수채화를 제작했다. 자신의 의붓딸이었던 마리아가 그림에 천재적인 소질이 있다고 판단한 야코프는 마리아에게 그림을 그리는 방법을 가르쳤다. 야코프가 자리를 비우던 동안에는 야코프의 제자였던 아브라함 미뇽(Abraham Mignon)이 마리아에게 그림을 그리는 방법을 가르치기도 했다.

### 결혼 생활
1665년에는 야코프의 문하생이었던 요한 안드레아스 그라프(Johann Andreas Graff)와 결혼했고 1668년에는 첫째 딸인 요하나 헬레나(Johanna Helena)를 낳았다. 1670년 뉘른베르크로 이주한 이후에는 양피지, 아마포에 그림을 그리는 한편 자수를 위한 그림을 제작하기도 했다. 마리아가 그린 그림들은 높은 평가를 받았고 많은 학생들이 그의 가르침을 받으면서 그의 생계를 돕는 역할을 했다. 마리아는 유복한 계급과의 교류를 통해 정원을 방문할 수 있는 기회를 늘렸다.
마리아는 정원을 방문한 뒤부터 곤충, 특히 나비를 관찰했다. 당시의 학자들은 로마 가톨릭교회와 관련이 있던 아리스토텔레스주의의 영향을 받았기 때문에 벌레를 "썩은 진흙에서 자연적으로 발생한 악마의 생물"로 규정한 자연 발생설을 지지했다. 마리아는 학자들의 의견에 정면으로 대립했는데 나비의 먹이인 식물, 나비가 애벌레, 번데기를 거쳐 나비로 성장하는 과정을 상세히 기록했고 각각의 과정을 스케치했다.
1675년에는 최초의 삽화집인 《새로운 꽃에 관한 책》(Neues Blumenbuch)을 출간했으며 1678년에는 둘째 딸인 도로테아 마리아(Dorothea Maria)를 낳았다. 1679년에는 곤충의 탈피를 소재로 한 삽화집인 《애벌레의 이상한 변태와 개화》(Der Raupen wunderbare Verwandlung und sonderbare Blumennahrung)을 출간했다.

### 네덜란드 이주와 수리남 탐험
1681년에는 마리아의 의붓아버지인 야코프 마렐이 사망했으며 1685년에는 네덜란드 프리슬란트로 이주했다. 1691년에는 자신의 딸들과 함께 네덜란드 암스테르담으로 이주했다. 1699년에는 자신의 둘째 딸인 도로테아 마리아와 함께 당시 네덜란드의 식민지로 있던 남아메리카의 수리남을 탐험했다. 수리남을 탐험하던 동안에는 수리남에 서식하는 고유의 동물, 식물을 관찰했고 네덜란드인 농장 경영자들이 아메리카 원주민, 흑인 노예를 박해하는 것을 비판하기도 했다.
1701년 말라리아에 감염되면서 네덜란드로 귀환한 마리아는 자신이 수집한 표본들을 팔았고 수리남에 서식하는 동물, 식물을 소재로 한 조각 작품을 출판했다. 1705년에는 수리남에 서식하는 곤충을 소재로 한 삽화집인 《수리남의 곤충들의 변태》(Metamorphosis Insectorum Surinamensium)를 출간했다.
1715년 뇌졸중으로 쓰러진 뒤부터 부분적인 마비가 오게 되었고 그의 작업 또한 큰 타격을 입게 된다. 그의 말년에 작성된 빈민 명단에 그의 이름이 있는 것을 감안한다면 만년의 삶은 궁핍했을 것으로 추정된다. 1717년 1월 13일 암스테르담에서 사망하고 한다.

## 삽화 모음

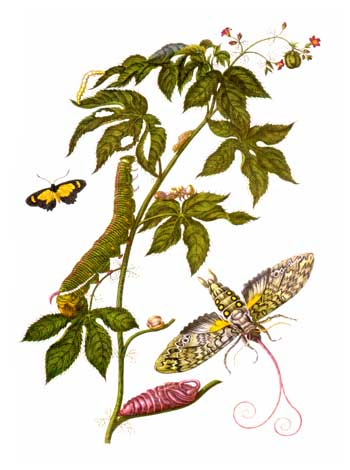
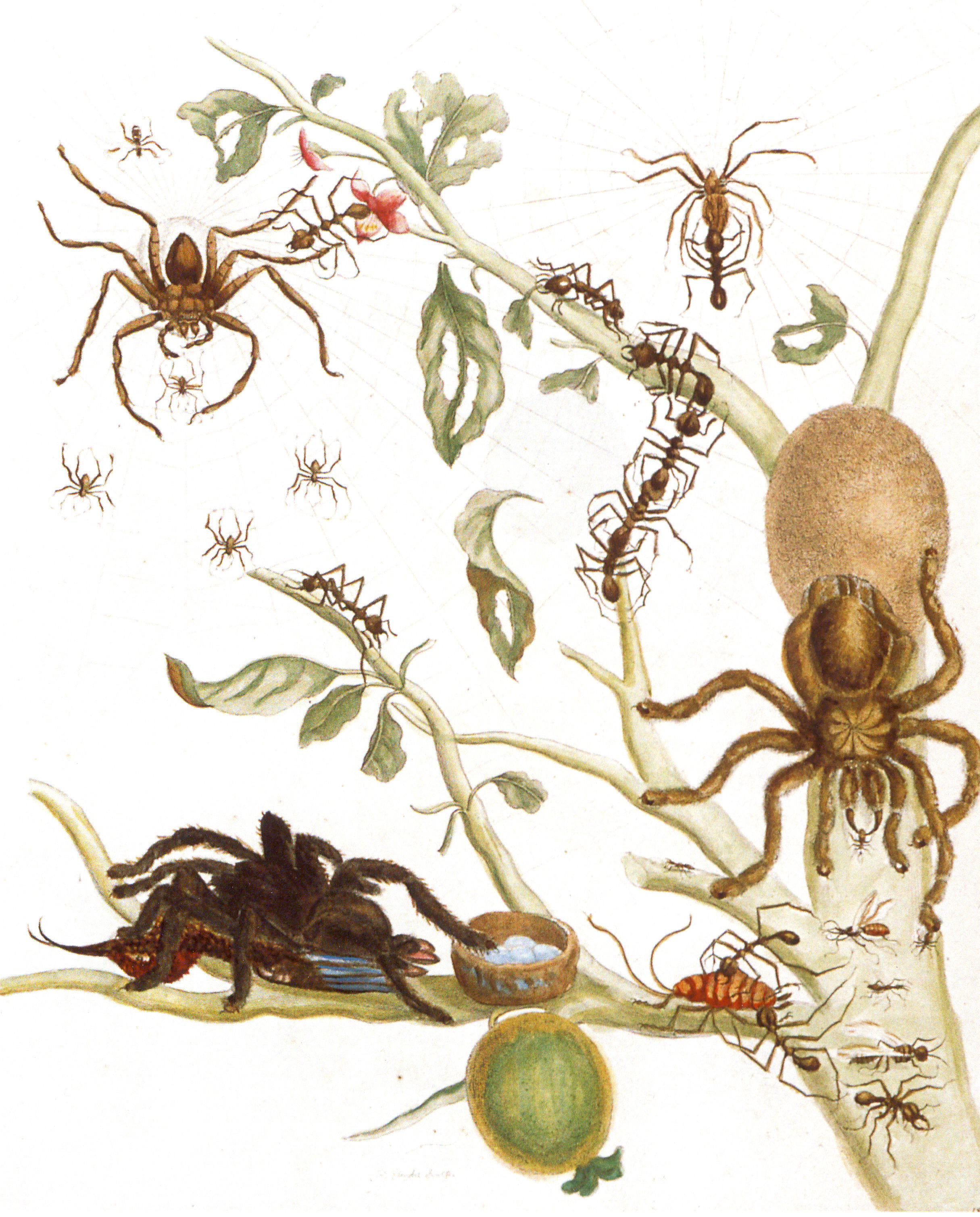
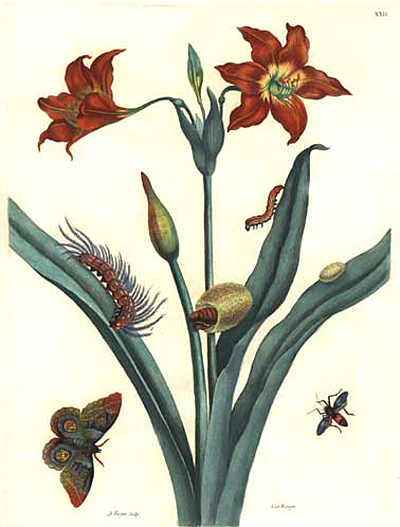
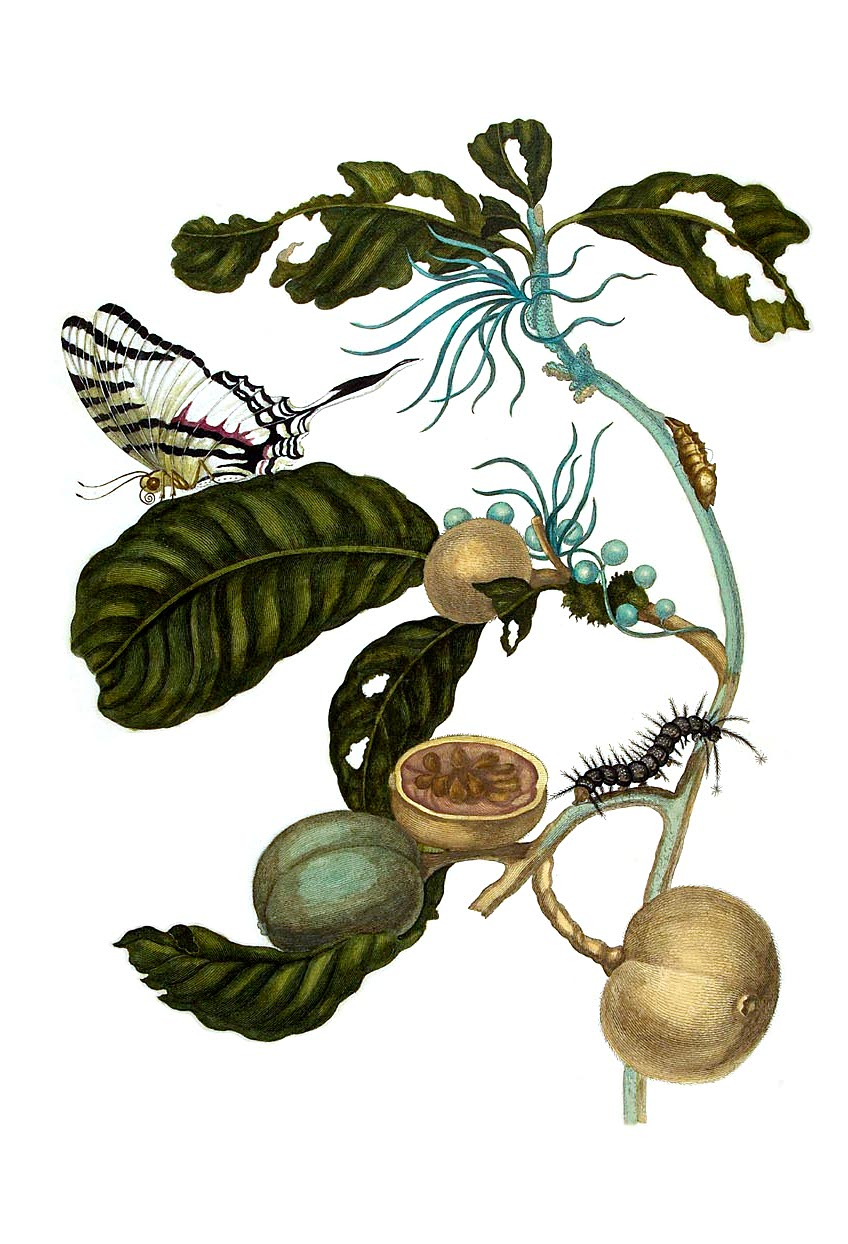
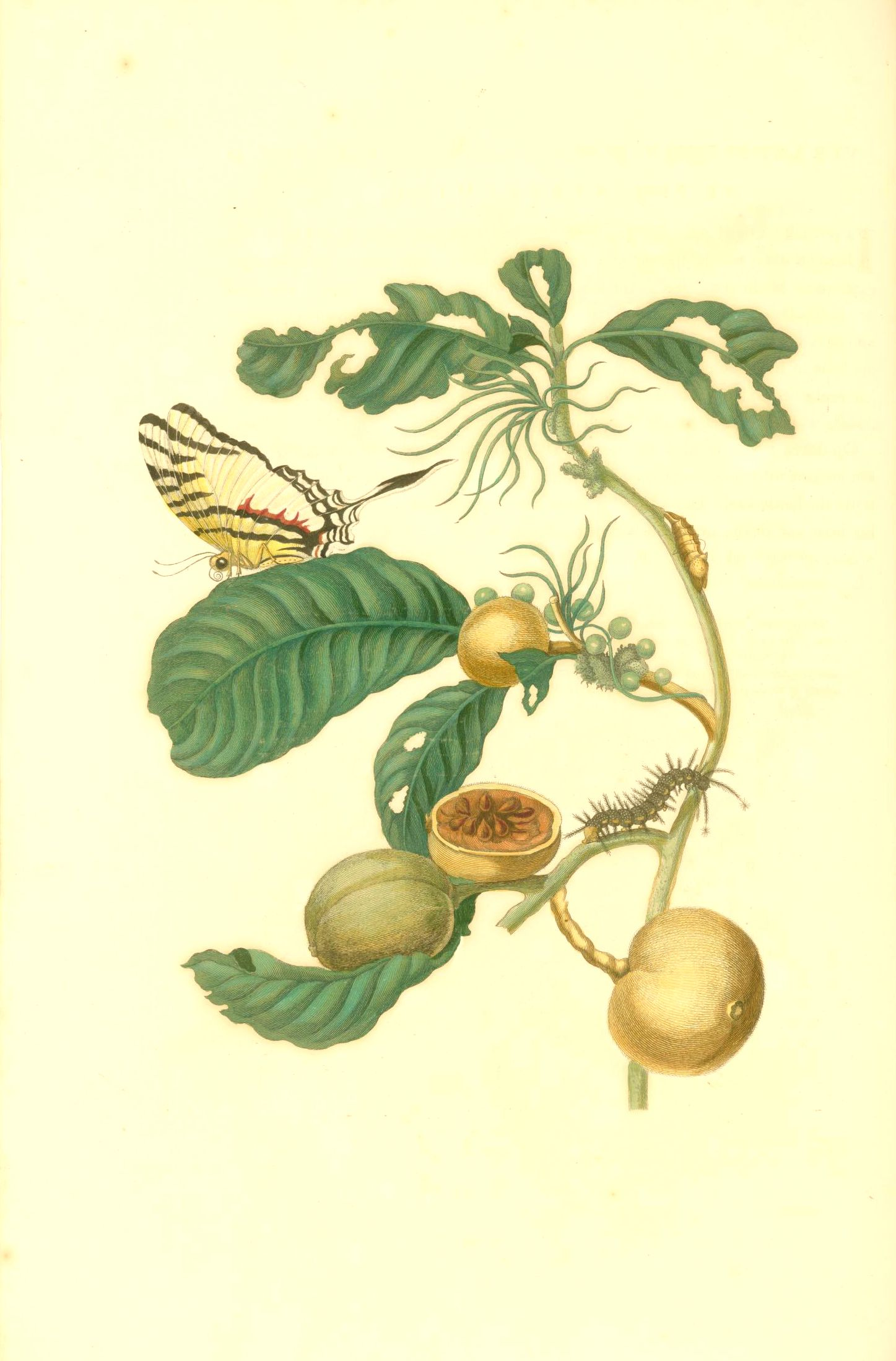
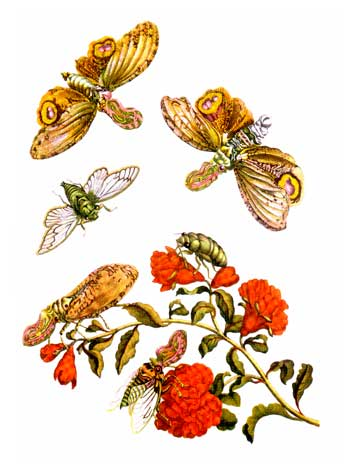
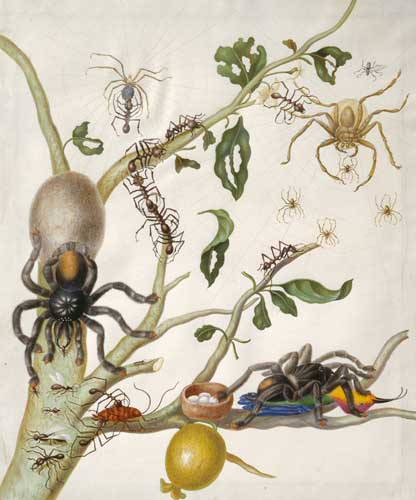
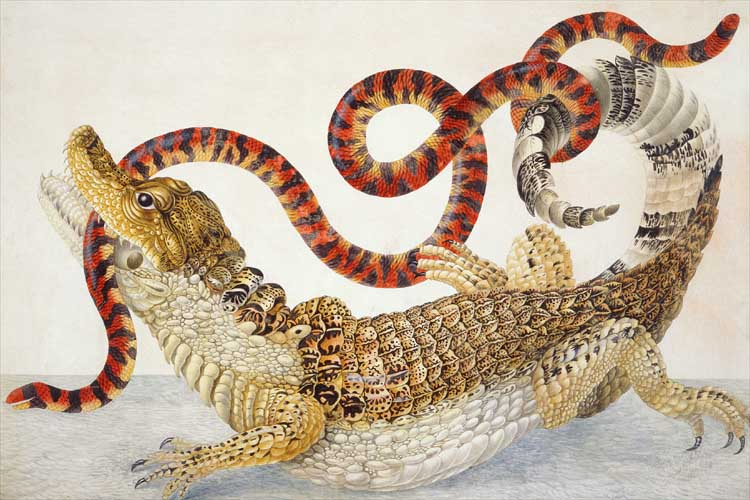
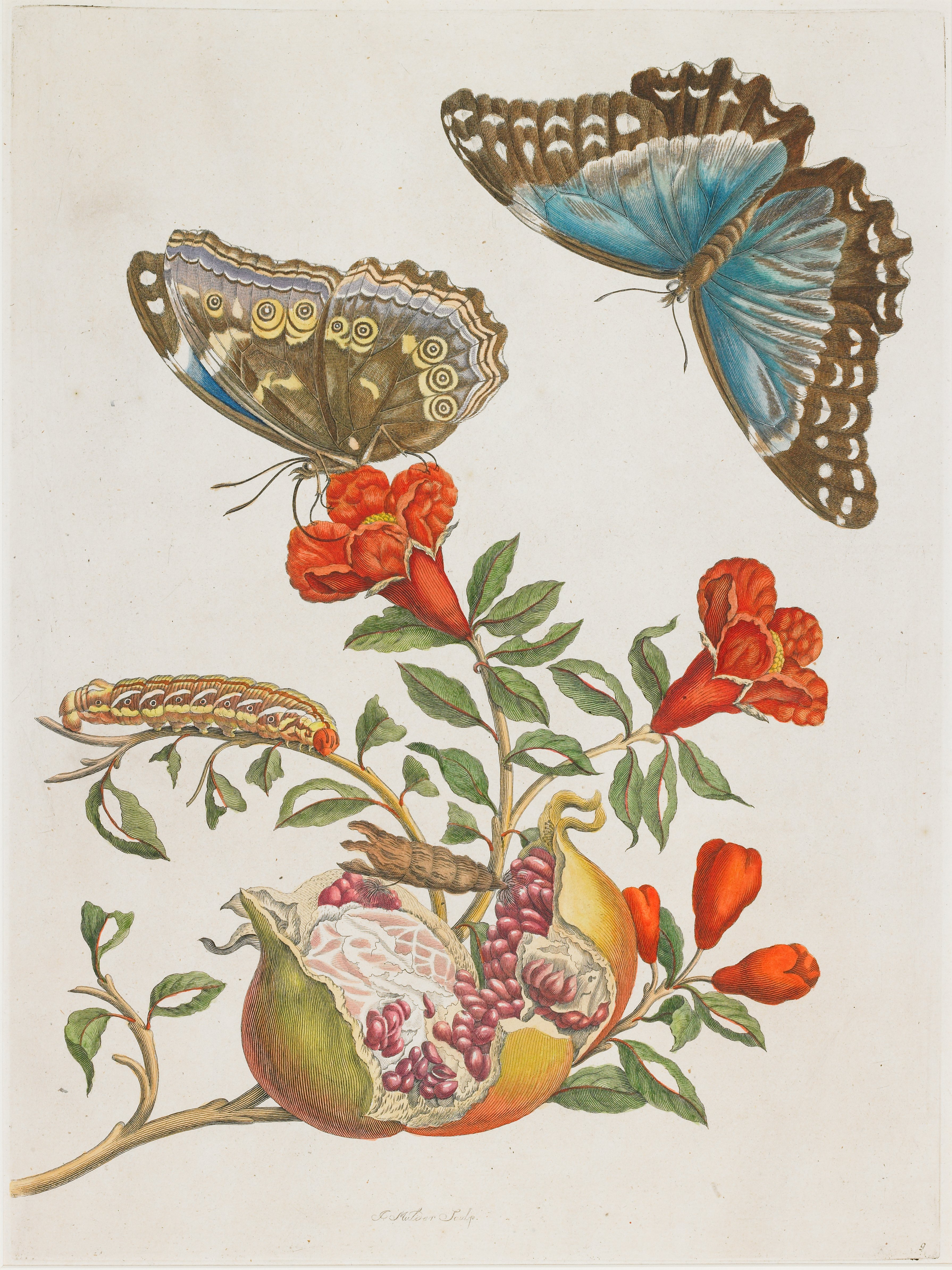
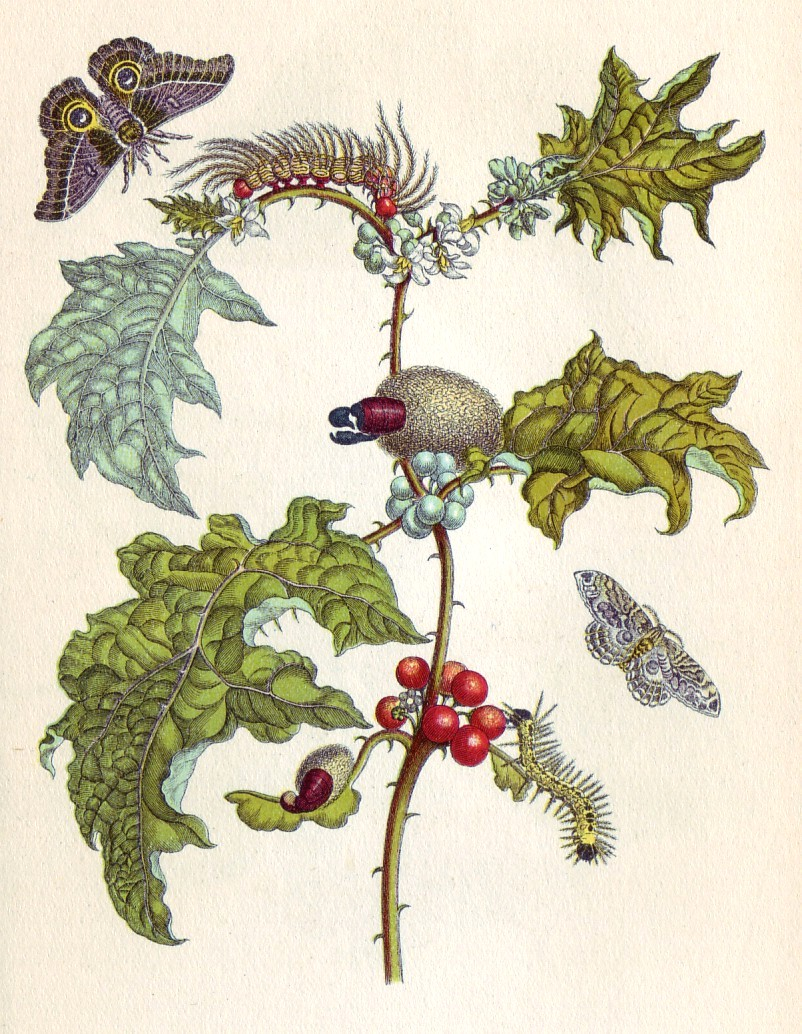
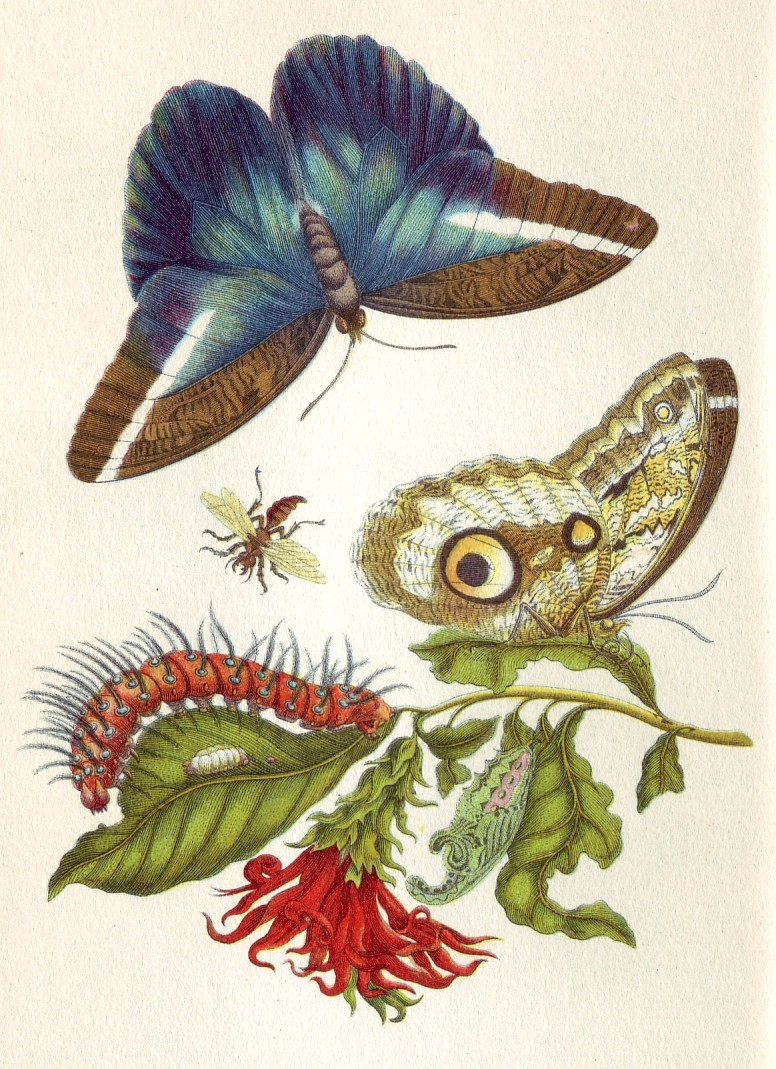
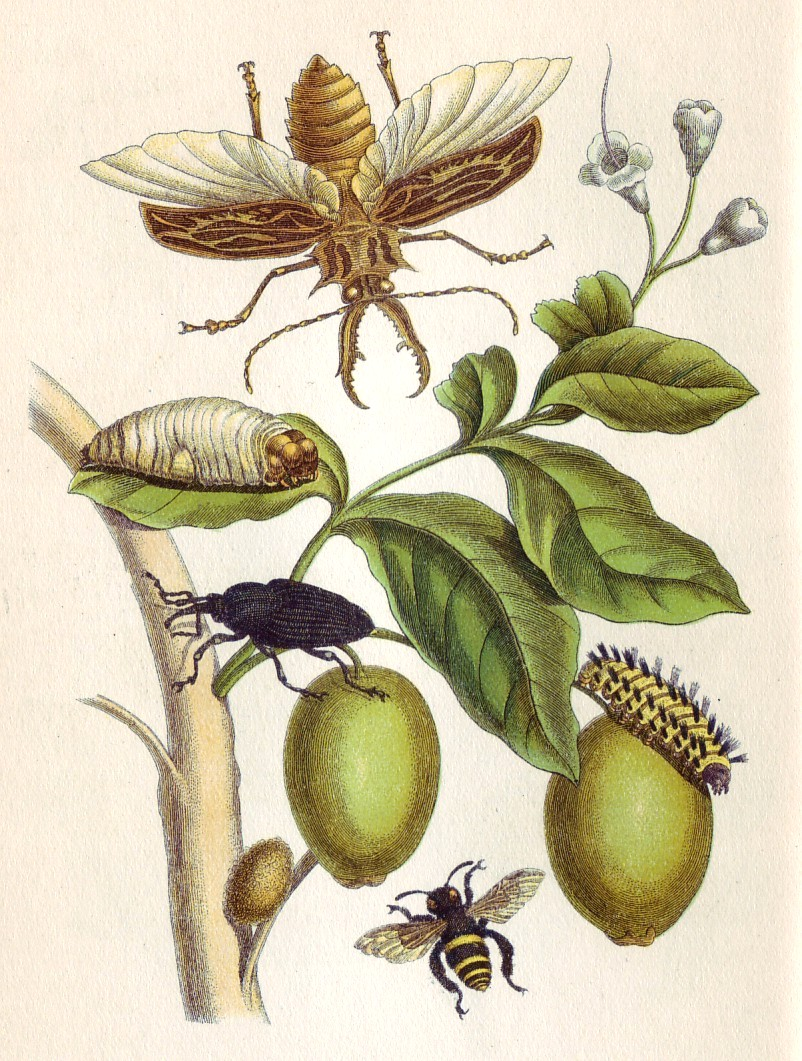
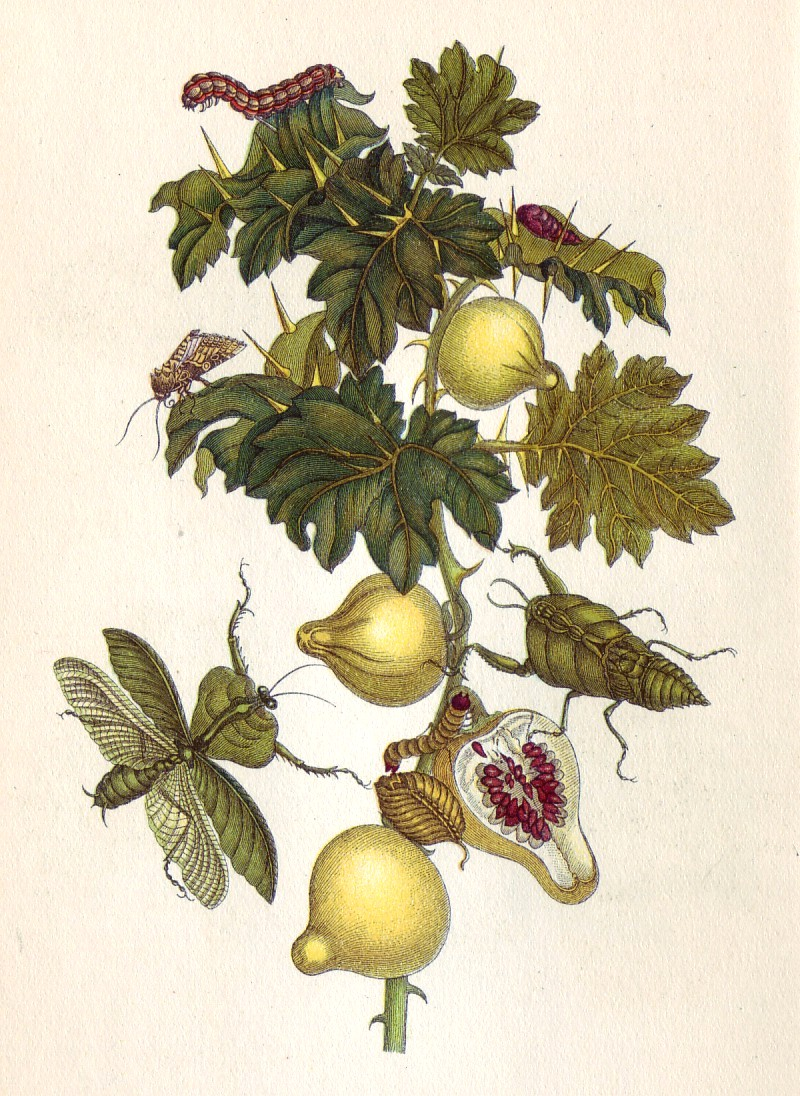
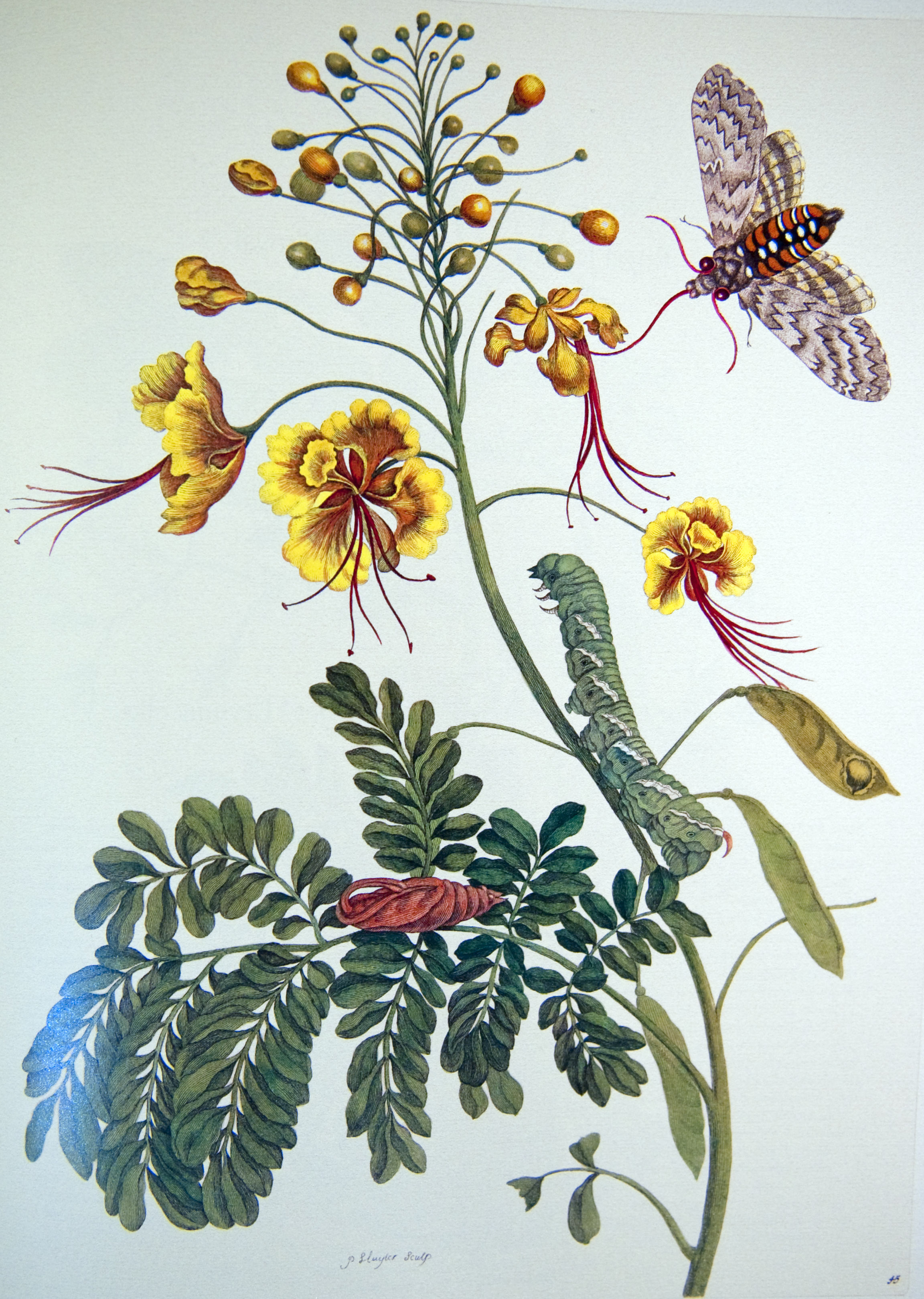
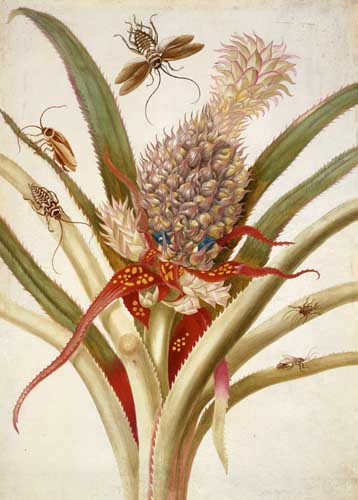
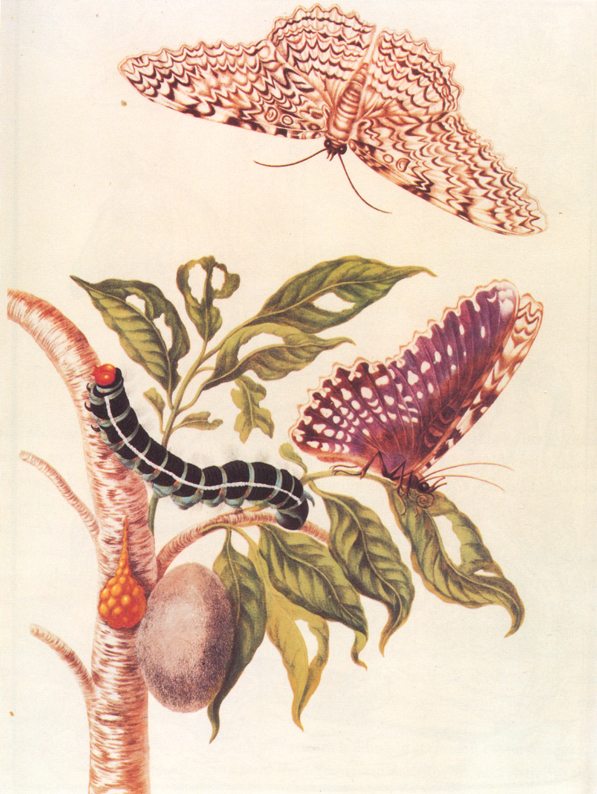
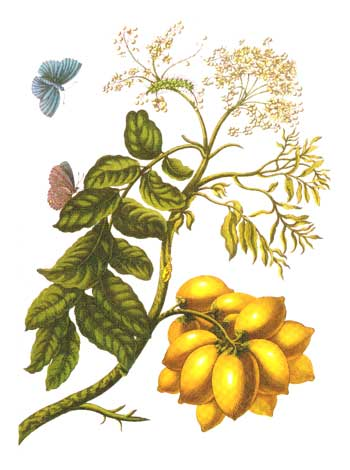
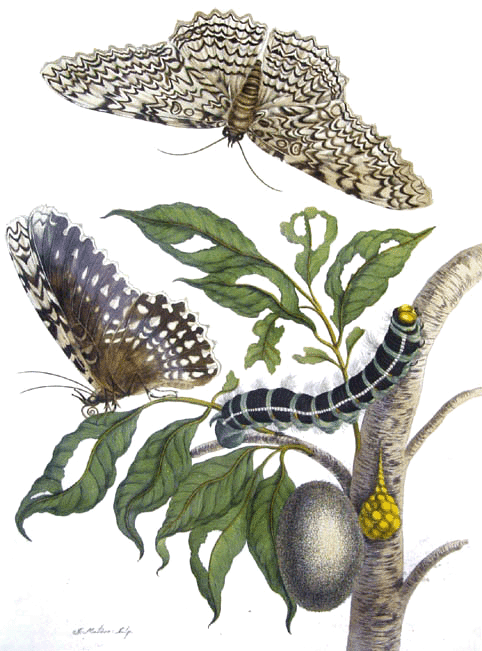
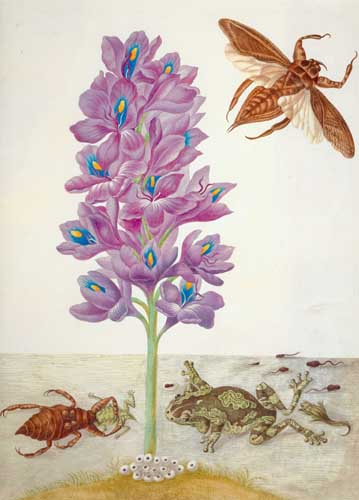

## 주요 작품
- 《새로운 꽃에 관한 책 1권》 (Neues Blumenbuch 1, 1675년)
- 《새로운 꽃에 관한 책 2권》 (Neues Blumenbuch 2, 1677년)
- 《새로운 꽃에 관한 책 3권》 (Neues Blumenbuch 3, 1677년)
- 《애벌레의 이상한 변태와 개화》 (Der Raupen wunderbare Verwandlung und sonderbare Blumennahrung, 1679년)
- 《수리남의 곤충들의 변태》 (Metamorphosis Insectorum Surinamensium, 1705년)